# Наталија Дуко
Наталија Дуко Солер (шп. Natalia Duco Soler; Сан Фелипе, 31. јануар 1989) је чилеанска атлетичарка, специјалиста за бацање кугле. 

## Спортска каријера
2004. Прве значајне резултате постигла са 15 година, освајањем титуле националног првака (12,54) и другог места на светском првенству (12,64) за свој узраст.
2005. Друга је на националном првенству за младе са 14,10 м поставља национални рекорд. Националне рекорде поправља на Националном првенству за сениоре 14,41 и на Светском превенству за младе у Маракешу 14,44.
2006. На Првенству Јужне Америке за младе у Каракасу освојила је дуплу круну у кугли националним рекордом 15,67 и у диску, а на Спортским играма Јужне Америке у Буенос Ајресу побеђује са нови националним рекордом 16,36 . Учествује и на светском јунорском превенству у Пекингу, где заузима 12 место.
2007. Учествовала је на Првенству Јужне Америке за младе у Сао Паулу и опет победила са 16,67 и новим наионалним рекордом, а затим је прва на Пан америчком првенству за младе. Учествовала је и на сениорском првенству Јужне Америке и Пан америке, али није успела да освоји медаљу.
2008. Два најуспешнија такмичења у овој години било је Ибероамеричко првенство у Икикеу где је поред првог места са 18,65 поставила националне рекорде за јуниоре и сениоре и јуниорски рекорд Јужне Америке и Светско првенство за јуниоре у Бидгошчу, где је постала и светски првак. Била је и на Олимпијским играма 2008. у Пекингу, али није успела проћи квалификацијама.
Била је двострука победница Јужноамеричких првенстава 2009. у Лими и 2011. у Буенос Ајресу. На Светском првенству 2009. у Берлину и 2011. у Тегуу није прошла квалификације.